# Valcabado
Valcabado község Spanyolországban,  Zamora tartományban. Valcabado Zamora, Roales, Cubillos és Monfarracinos községekkel határos. Lakosainak száma 415 fő (2024).

## Népesség
A település népessége az utóbbi években az alábbiak szerint változott:
| Lakosok száma | 352  | 339  | 338  | 322  | 342  | 337  | 370  | 372  | 391  | 415  |
|               | 2001 | 2004 | 2007 | 2009 | 2012 | 2014 | 2017 | 2019 | 2022 | 2024 |